# Grand Bohemia (loď)

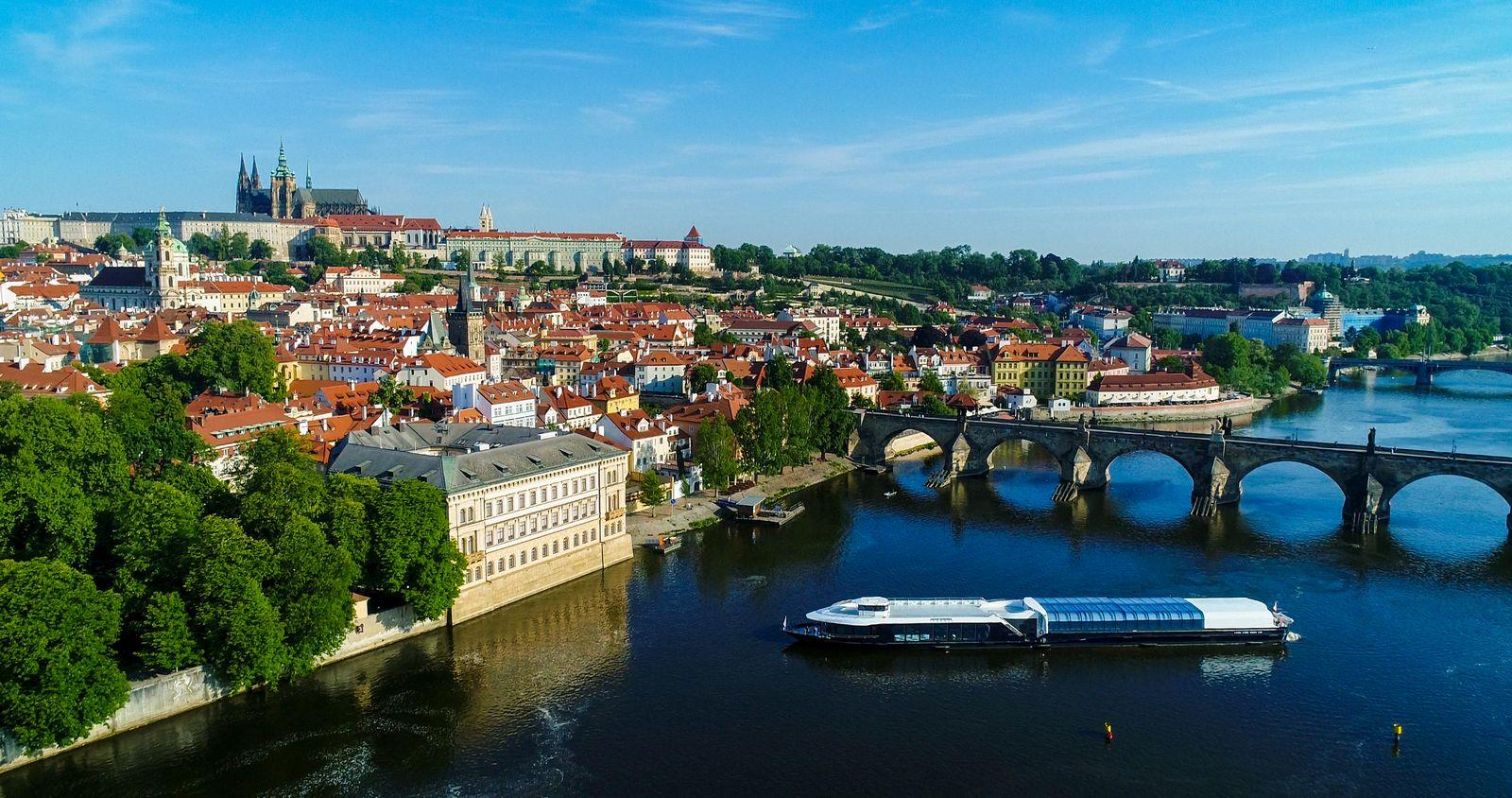
Loď Grand Bohemia před Karlovým mostem v Praze na Vltavě.

Loď Grand Bohemia pluje v Praze na Vltavě. Byla vyrobena roku 2018 pro společnost Prague Boats s.r.o. a Pražskou paroplavební společnost v německé loděnici Bolle v Derbenu (obec Elbe-Parey ve spolkové zemi Sasko-Anhaltsko). Jedná se o velkou moderní loď, která splňuje evropské ekologické normy. Pluje na vyhlídkových plavbách a je možné si ji pronajmout pro soukromé a firemní akce. Svým jménem se řadí do třídy lodí Bohemia, kam patří i další pražské vyhlídkové lodě Marie d´ Bohemia, Bella Bohemia, Bohemia Rhapsody a Agnes de Bohemia.

## Historie
Loď Grand Bohemia navazuje na předchozí projekty z loděnici Schiffswerft Bolle, kde byly postaveny lodě Agnes de Bohemia (z doku vyplula roku 2014 pod názvem Grand Bohemia, v roce 2018 byla přejmenována) nebo Bohemia Rhapsody, které si zde objednala společnost Prague Boats s.r.o. a Pražská paroplavební společnost a.s. 
Jedním z hlavních kritérií zadání byla moderní a ekologická loď určená pro vyhlídkové a restaurační plavby. Autorem designu lodi se stal Marcel Bolle a úpravy interiéru provedla architektka Vera Hampl. Loď připlula do Prahy po Labi a Vltavě po cestě dlouhé 520 km v květnu 2018. Slavnostní křest lodi proběhl 7. května 2018 spolu s oslavami 80. let parníku Vyšehrad.

## Technický popis
Loď Grand Bohemia je o třídu vyšší nástupkyně lodí Agnes de Bohemia a Bohemia Rhapsody a je největší v celé flotile (rok 2023). Loď má hlavní palubu s vyvýšenou panoramatickou kormidelnou a horní slunnou palubu. Posuvná prosklená střecha umožňuje z hlavní paluby vytvořit otevřenou palubu nebo ji v případě potřeby rychle zastřešit. Celoroční provoz lodi je možný díky klimatizaci a temperování. Klimatizace zajišťuje i viditelnost při deštivém počasí. Součástí lodi je restaurace, salonek ve špičce a bar na zádi. Paluba lodi je izolovaná od hluku a vibrací motoru. Technické parametry motoru splňují evropské normy a loď pluje tiše a s nízkými emisními hodnotami. Výkon motoru má sílu 226 koní, tedy 169 kW/h, umožňuje plout rychlostí až 20 km/hod. Maximální kapacita lodi je 550 osob, na délku měří 73,92 m a na šířku 9,59 m. Výtlak činí 76,5 tuny.

## Využití

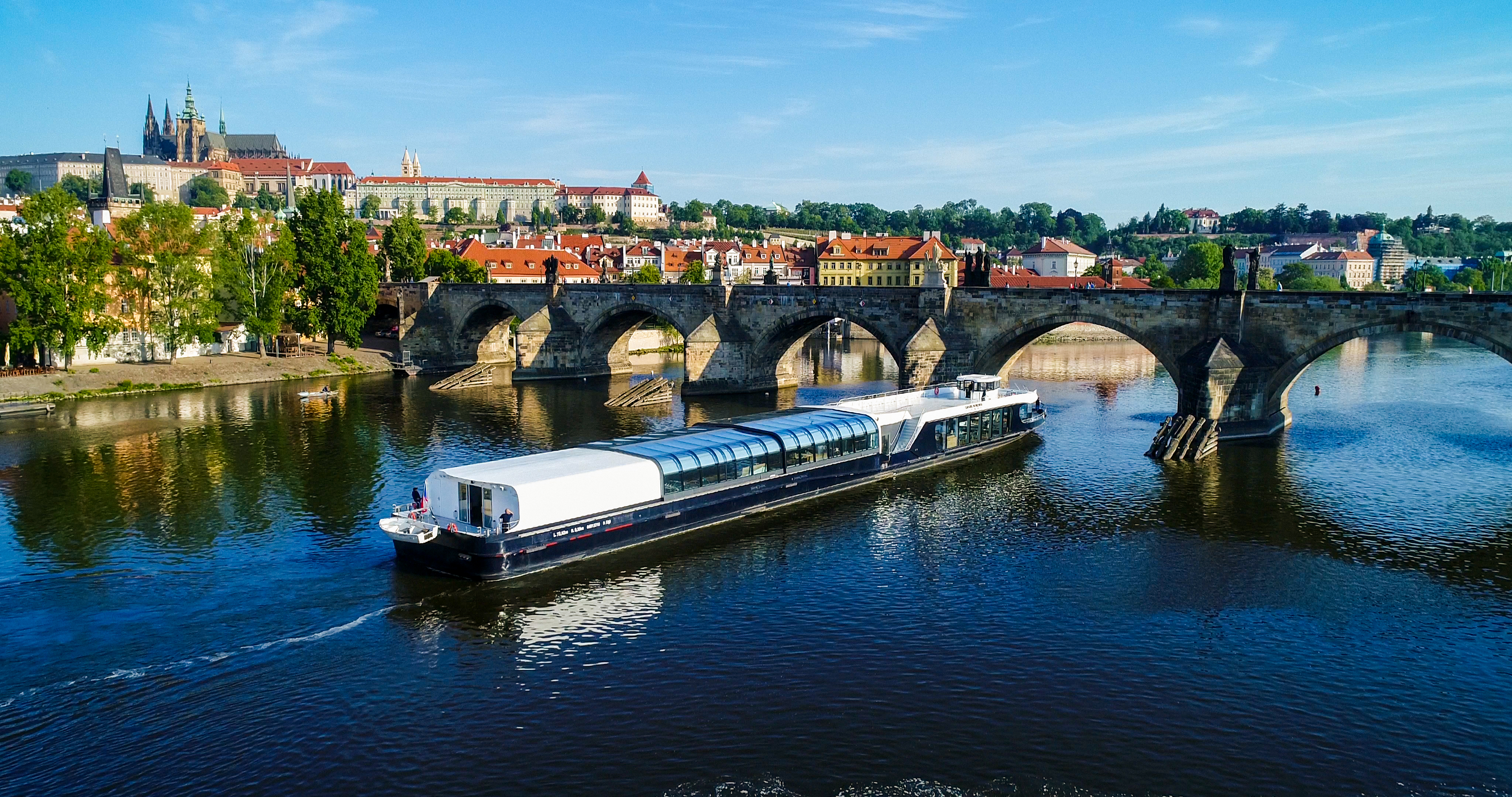
Loď Grand Bohemia před Karlovým mostem na vyhlídkové plavbě

Tato loď kotví celoročně v přístavišti lodí na Dvořákově nábřeží u Čechova mostu, odkud vyplouvá na pravidelné vyhlídkové a gastronomické plavby Prahou. Bývá také pronajímána pro soukromé a firemní akce, konference, svatby a další eventy. Na lodi je možné zajistit kompletní gastronomický servis formou cateringu, doprovodný program a výklad o pražských památkách v 8 světových jazycích.